# Xã Bear Creek, Quận Luzerne, Pennsylvania
Xã Bear Creek (tiếng Anh: Bear Creek Township) là một xã thuộc quận Luzerne, tiểu bang Pennsylvania, Hoa Kỳ. Năm 2010, dân số của xã này là 2.774 người.